# ポケットビスケッツ
ポケットビスケッツ（POCKET BISCUITS）は、日本テレビのバラエティ番組『ウッチャンナンチャンのウリナリ!!』から誕生した日本の音楽ユニット。通称は、ポケビ。所属レコード会社は東芝EMI（2016年11月の20周年記念盤リリース時はユニバーサル ミュージック ジャパン）。
ウッチャンナンチャンの内村光良（TERU）、タレントの千秋（CHIAKI）、キャイ〜ンのウド鈴木（UDO）の3人組から成る。1995年から2000年まで活動、同年より活動休止中。以降、2018年8月25日、同局の24時間テレビにて一夜限りの復活。2023年12月31日、第74回NHK紅白歌合戦の特別企画に選出されたため限定的に復活している。
主な発表曲として、100万枚以上の売上を記録した『YELLOW YELLOW HAPPY』、『Red Angel』、『POWER』などがある。『POWER』は同番組で唯一のオリコン週間チャート1位を獲得した。同番組から後発されたブラックビスケッツと共に、番組が生んだ2大ユニット、2大スターなどと呼ばれた。ポケットビスケッツを卒業した千秋はソロで歌手活動をし、ウリナリには2001年4月まで出演を続けた。
2023年12月時点でのオリコンランキングにおけるCDシングルの総売上枚数は404万枚で、テレビ番組発の芸人音楽ユニットとしては歴代2位である。

## メンバー
※以下の年齢等は番組上の設定である。
TERU（内村テル）
演者はウッチャンナンチャン・内村光良。プロデューサー、リーダー、キーボード担当。ポケビのソロ活動としてリリースされた「青の住人」と、アルバムに収録された「Orange」ではメインボーカルを務めた。内村の相方である南原清隆が扮した音楽プロデューサー・南々見一也が経営する「居酒屋ナミちゃん」の雇われ店長として登場した。初登場時71歳。語尾が「ダニ」と訛ることが特徴。楽器の演奏は当初アテ振りだったが、第2作「YELLOW YELLOW HAPPY」以降、ソロパートなどで実際に演奏を行いライブで披露している。「青の住人」、「Days」では全編に渡って演奏を行った。2023年「第74回NHK紅白歌合戦」出場時のインタビューで90歳代という発言があり、初登場時からの年数がカウントされている可能性がある（番組放送当時はテルの年齢は内村の実年齢に＋40歳だった）。
CHIAKI（坂本千秋）
演者は千秋。ボーカルと作詞を担当。テルと同じく「居酒屋ナミちゃん」の店員であった。初登場時12歳。幼い頃から歌手になることを夢としていた。かなりの怖がり屋で、辛い食べ物が苦手。2023年「第74回NHK紅白歌合戦」出場後のインタビューで永遠の12歳という発言あり。
UDO（独活野大木〈うどのたいぼく〉）
演者はキャイ〜ン・ウド鈴木。ショルダーキーボード、ギター、エレクトリックドラム担当。4作目のシングル「GREEN MAN」ではメインボーカルも務めた。初登場時27歳。当初は南々見一也のスタッフであったが、厄介払いされるような形でポケットビスケッツに加入した。ユニット名の命名者でもある。演奏は当初テルと同じくアテ振りだったが第3作「Red Angel」では電子ドラム、「100万人署名御礼全国ツアー」以降は「POWER」などでギターを、インストゥルメンタル曲「まごころ」ではアコースティックギターをライブで生演奏している。酒が好きで、きき酒大会では当てる酒または既に当てている酒を一気に飲み干している。2023年「第74回NHK紅白歌合戦」出場後のインタビューでは、ポケットビスケッツの空間デザイナーを自称している。

## 歴史

### 結成までの経緯
1995年10月20日、『ウッチャンナンチャンのウリナリ！』（以下、ウリナリ）の前身番組『ウッチャンウリウリ!ナンチャンナリナリ!!』で始まった「スーパースター誕生！ 〜K・Nanami アジアへの野望〜」という企画に活動の端を発する。当初は「ポケットビスケッツ」という存在は企画の予定に入っておらず、高山理衣をアジアへ売り出すことが主なテーマであった。
レコードセールス戦略の一環としてマーケットの拡大を目論む男、天才音楽プロデューサー・南々見一也（南原清隆）は、自分の事務所の社長・白石恵（国生さゆり）、マネージャー・工藤勝馬（勝俣州和）と共にフィリピンでのアイドル戦略を計画していた。南々見は自分が経営する居酒屋ナミちゃんで新人のアイドル・高山理衣と会うことになったが、そこで登場したのがアイドル事務所社長・滋花実（室井滋）とマネージャー・独活野大木（ウド）であった。またこのとき、テル（内村）と千秋は、居酒屋ナミちゃんの雇われ店長と看板娘という設定の脇役だった。
企画が進み、BMGレコードとオクトアーツEMIに話を持ちかけ、BMGは不採用だったものの、EMIからは前向きな返答を得られた。しかし、肝心の理衣の歌唱力がいまいちだったことから「3人組の女性ユニット」という条件でデビューの話がもたらされた。高山を除いた女性メンバー3人（千秋、国生、室井）から2名を選ぶことになったが、南々見の独断により国生と室井が選ばれた。私的にも歌手になることを目標としていた千秋はこの結果に泣き出し、これを庇ったテルが咄嗟に「第2のマモー・ミモー作ってやるダニ」と叫んだことから、もうひとつの音楽ユニットを作ることが決まった。
このときのテルの台詞は全くのアドリブであるが、これは千秋を外してテルが声をかけてくれるという流れにもって行かせるためにあえて外した。後日談でポケビは初めから作る方向で当時のディレクターである星野淳一郎が千秋をあえて外したとのこと。千秋が歌が好きなのに外すことによって泣き出して内村が絶対に声をかけてくれるだろうと勝負に出て、星野の思っている通りに内村が声をかけてくれて助かったと何年か後によゐこ有野が星野との飲みの席で聞いたと自身のYouTubeで話している。
番組の企画総合演出を担当した土屋敏男は「あのやりとりがなかったら、ポケビは存在しなかった」と語っている。
12月1日の放送回では女性3人組ユニットの名前を決めることになり、高山が「McKee（マッキー）」、滋が「クチパクルーズ」、白石が「おニャン子くらぶ」、独活野が「ポケットビスケッツ」を提案し、結果「McKee」が採用された。ユニット名が決まった直後、テルと千秋が現れて独活野を引き抜きに来たと言い出すが南々見はあっさりとこの引き抜きを承諾する。こうしてテル、千秋、独活野のグループが結成されるが、その3人に向かって南々見は「お前らの名前はもう決まってるよ。ポケットビスケッツ」と独活野の提案したグループ名を宛てがった。この時点ではポケットビスケッツはまだMcKeeの添え物扱いであった。
なお、のちに勝俣州和がポケットビスケッツの由来について、童謡『ふしぎなポケット』の「ポケットの中にはビスケットがひとつ、ポケットを叩くとビスケットはふたつ」になぞらえて「夢・喜び・笑顔がどんどん増えていくグループにしたい」という想いを込めてウド鈴木が考案したと語っている。

### デビュー
McKeeは後藤次利、ポケットビスケッツはパッパラー河合プロデュースによるデビューが決まり、CD発売に先立ちフィリピンでライブが行われた。両者のデビュー曲は共に1996年4月17日の発売と決まり、「オリコン週間チャートでより上位を獲得した曲を番組のエンディングテーマとする」という対決企画へ進んだ。順位発表は5月10日の番組内で行われ、McKeeのデビュー曲「Can't Stop My Heart」が28位、ポケットビスケッツのデビュー曲「Rapturous Blue」はこれを上回る25位となり、ポケットビスケッツが勝利した。以後企画はポケットビスケッツを中心に展開し、McKeeは1作のみで自然消滅した。
その後「Rapturous Blue」はチャート20位まで上昇し、10週連続で100位以内に留まり、累計50万枚以上を売り上げた。作曲を担当したパッパラー河合は、「始め、曲を作った時は、これは売れそうだなとか、ヒットさせてやろうなんていうことは考えてなかったし、のちのちこれほど売れるだろうとは予想してなかったですね」と語っている。また、作詞を担当した千秋は「番組の企画モノ」という雰囲気の中で、どこまで真面目に作ればよいのか悩みながらの作詞であったという。
7月12日には番組内で第2弾シングル「YELLOW YELLOW HAPPY」の製作を発表、CD発売に際しては「普通の番組では考えられない予算」（番組ディレクター・塩谷祥隆）を投じて、前回作られなかったプロモーションビデオが製作され、ジャケットは横浜市のみなとみらい地区にあるヨーヨー広場で撮られた。発売後、テルが「Rapturous Blueの最高20位に届かなかったら解散」という条件を出したが、初登場で8位に入り、活動継続となった。同作の最高位は4位、累計約150万枚を売り上げている。

### 対決路線の展開
10月25日の放送では、南々見一也が台湾出身のタレントビビアン・スーを連れて現れ、「祝・ヒットチャートベスト10入り企画」と銘打って15種類の利き酒を行うことを要求。「成功したら初ライブ・失敗したら即解散」という条件で対決が行われた。ポケットビスケッツはこれに勝利し、初めてのライブ開催が決定した。当初は原宿で行われる予定だったが、予想を上回る聴衆が集まったため中止となり、後日新宿アルタ前で改めて開催された。開演前には南々見から再度「利き寿司」対決を持ち掛けられたが勝利を収め、直後に約5000人の聴衆を前に初ライブを行い、「YELLOW YELLOW HAPPY」を披露した。この頃から事あるごとに様々な対決を持ち掛けられ、「できなかったら即解散」という条件が付く対決路線が始まった。
その後、3作目の発売までに至る一連の対戦にもことごとく勝利し、翌1997年1月22日に第3弾シングル『Red Angel』が発売、初登場2位を記録した。発売直前の1月10日には、南々見一也の双子の兄という設定の南々見狂也（南原清隆）と、ビビアン（ビビアン・スー）、天山ひろゆき（キャイ〜ン・天野ひろゆき）で結成されたブラックビスケッツが初登場、以後両ユニットの対決が展開されていった。4月には「Red Angel」の売上げが100万枚を突破、同じくミリオンを達成していた「YELLOW YELLOW HAPPY」と共に、東芝EMIからゴールドディスクが贈られた。パッパラー河合はこの2曲のヒットについて、「チアキのボーカルとか作詞の力も大きかった」と述べている。「ポケビ効果」により、『ウッチャンナンチャンのウリナリ!!』自体も視聴率20%を超える人気番組となった。

### アルバム発表 - 日本武道館ライブ
5月2日の放送において、ファーストアルバムを製作することがテルから発表された。発売に先立ちアルバムから1曲をシングルカットすることになり、4曲の候補の中からウドがメインボーカルを務める「GREEN MAN」が選ばれた。この決定には当初ウド自身も反対していたが、7月4日に発表されたオリコンチャートで初登場3位を記録し、番組中で感泣した。パッパラー河合は「ウドのボーカル曲はそのうち注文が来るだろうなとは思ってたけど、まさかシングルカットとは思っていなかった」と語っている。なお、河合が4作目に考えていたのは、アルバムの1曲目に収録された千秋ボーカルの「Pink Princess」であった。
7月14日にファーストアルバム『Colorful』が発売され、初登場3位を記録した。この2カ月後、企画上「ポケットビスケッツの邪魔者」という扱いに過ぎなかったブラックビスケッツの台湾デビューが決定。以後しばしブラックビスケッツが前面に押し出され、ポケットビスケッツは一時的に活動休止状態となった。この最中にブラックビスケッツは9月に台湾において第1弾シングル『闘志』を発表し、2週連続の1位を獲得、『STAMINA』と改題して12月に発売された日本では初登場2位を記録した。12月12日の放送でポケットビスケッツとブラックビスケッツが台湾で合同ライブを行ったのち、年末の日本武道館ライブの権利を賭けて静岡県の浜名湖～日本武道館までの「ガソリンすごろく対決」を行い、ポケットビスケッツが勝利。12月28日（放送は翌1998年1月9日）に初めての本格的ライブとして日本武道館で単独公演を行った（ブラックビスケッツも後から出演）。このステージでは、千秋が歌の最中に感極まり、声を詰まらせる場面もあった。

### 100万人署名運動 - 初の1位獲得
1998年3月、ポケットビスケッツのシングル5作目「My Diamond」と、ブラックビスケッツのシングル2作目「Timing」のどちらを同年4月22日に発売するかを賭けて白馬のジャンプ競技場から御殿場のCDプレス工場へのガソリンすごろく対決が行われ、接戦の末ポケットビスケッツが敗北。敗者は新曲のマスターテープを破棄するという条件が付けられていたため、「My Diamond」のテープは破棄された。
だがこの回の放映後にポケビを激励する手紙が寄せられたのを受け、新曲の発売を目指して「100万人署名」を開始。全国各地の小学校を中心に署名運動が展開され、時にポケビが署名活動中の人達を訪ねる一幕もあった。そして署名受付の締切を6月21日と決定し、ラストスパートとしてその当日に有明レインボーステージで無料ライブ「最終日の集い」を開催。署名用紙をチケット代わりにする方式にしたところ、会場のキャパである1万人を遥かに超える観客を集めた。またライブ2日前の放送では、当日現地に来られない全国の視聴者から速達でも署名を募集した結果、会場の臨時集計センターには大量の郵便物が届けられた。結果、署名は目標を大きく上回る178万4892人の署名が集まったと発表された（締切後に届いたものを含めると200万に達した）。1カ月後の7月22日にシングル5作目となる『POWER』が発売され、2週目の売上げにおいて初めての週間チャート1位を獲得した。テルは企画について、「もしいったとしても、ギリギリ100万、いかなかったら90万ぐらいと思っていたから、すごい突き抜けた数字で驚きました。ポケビの一連の企画で初めて視聴者の力を借りて、みんなの力がここまで押し上げてくれたと思った。スゴイと思った」と語っている。
なお、販売店の一部には「100万人に到達しなかったら新曲は出ない」という部分が伝わっておらず、店によっては結果発表前から新曲発売が既成事実のように扱われていたため、「出来レースではないのか」という投書もあった。これについて、東芝EMIのディレクター・長井信也は「みんなこんなに一生懸命やっているのに、そう思われてしまうのは、僕としてもすごくイヤでした」と語っている。長井によれば、結果発表の会場には成功・失敗2種類の台本とくす玉が用意されていたといい、『POWER』の収録も発表当日のジャケット写真撮影をはじめとして、全て結果発表の後に突貫作業で行われた。
のちに「ウリナリ!!」メンバーのYouTubeなどで「100万人の署名が集まらなかったら解散」と語られることがあるが、あくまでも「新曲の発売をかけた署名運動」である。
同年7月から8月にかけて、100万人署名に対する御礼として『100万人署名御礼日本縦断ツアー』を全国9カ所（沖縄・熊本・福岡・香川・兵庫・愛知・長野・山形・北海道）で開催。香川ではブラックビスケッツ南々見（南原）の地元ということもあり南原の父親が、山形では地元に凱旋したウドの両親と親族が観覧に訪れた。最終地、北海道・旭川では5万人以上を集めるなど各地とも盛況だった。また、ツアー中『POWER』でのウドのギターパートが増える試練もあった。
年末にはNHKの『第49回NHK紅白歌合戦』に「ポケットビスケッツ&ブラックビスケッツ スペシャルバンド」として出場。曲順は後半戦のトップバッターで「POWER & Timing 大晦日MIX」として2組の楽曲をメドレー方式で歌唱した。他のウリナリ出演者も応援に駆け付け、内村が番組の別の企画である「ランキングキャラクターLIVE」のキャラクター・ホワイティに扮したり、最後に「来年は白組で」という幕が現れるなど演出も凝ったものであった。しかし、2023年に「ポケットビスケッツ&ブラックビスケッツ」として『第74回NHK紅白歌合戦』に25年ぶり2回目の出場を果たすまで、「ウリナリ!!」発のグループが紅白歌合戦に出場することはなかった。
「POWER」は累計110万枚を売り上げ、3作目のミリオンを達成。この年はブラックビスケッツの『タイミング』も売上100万枚を達成し、番組プロデューサーの土屋敏男は「2組とも、10何万ならともかく、100万枚以上売れているということはもう、番組を見ない人までが曲に惹かれて買ってるとしか思えない」と評した。

### ソロ活動 - 活動休止まで
翌1999年2月、ポケットビスケッツの活動として、千秋、テル、ウドがそれぞれソロシングルを発売。その内、テルのシングル「青の住人（すみびと）」にてテル本人がピアノを弾いていないという不正が発覚。「完璧に演奏できなければ脱退」という条件でFM横浜の「The Ranking」で生演奏し、これをクリアした。しかし、テル本人は演奏の出来に納得せず自ら進んで仮メンバーとなった。その際、ウドがリーダーを勝手に名乗り「3人のソロシングルを買うと抽選で限定グッズが貰えるキャンペーン」を展開した（ウドのシングルだけ売り上げが伸びなかったため、販売促進を狙ったもの）。その後、テルはZepp Tokyoでのライブで上達した演奏を披露。リーダーに復帰し、3人での活動を再開した。
同年7月、1年ぶりの新曲となる第6弾シングルと、幻の曲「My Diamond」の発売を賭けて、さんざん制約を課せられ苦しめられたウリナリ審査委員会（勝俣州和、堀部圭亮、河村亮）とトライアスロンでの全面対決を決意。見事勝利し22日にポケットビスケッツとしてのシングル6作目『Days/My Diamond』を発売。オリコンチャート最高4位を記録した（売上45万枚）。
同年末には松任谷由実の年越しライブにゲスト参加し、「Yuming＋Pocket Biscuits」として共演作「Millennium」を生中継、生演奏で発表した。同作は翌2000年1月21日に同名義でシングルとして発売された。発売同日の放送において、「ポケットビスケッツが番組の一企画であるため、歌手・千秋の活動を狭めている」とするテルが、千秋にソロ活動を進言。3人の相談の末にこれが受け容れられ、これに伴いポケットビスケッツとしての活動は停止することになった。
2000年3月12日、千秋のソロデビュー前の初ライブ後、日本武道館でポケットビスケッツとしてライブを行う。これは直前まで千秋には秘密にされ、テレビでも告知されないシークレットライブのスタイルを取った。このライブでテル・ウド・千秋の今後を祈って手作りの幸せの黄色いハンカチが入場者に配られ、ファンの提案で即興の卒業式が行われた。

### 活動休止後
2002年3月。ウリナリの最終回イベント「ウリナリ祭り」で限定的に復活し、メンバー3人が共演（その「ウリナリ祭り」の観客の中で日本武道館のシークレットライブに見に来ていたと同時に黄色いハンカチを持っていた一部の観客もいた）。ポケットビスケッツとしてウリナリ内で活動したのはこれが最後となっている。以後は千秋個人のタレント活動の中でポケットビスケッツの歌が披露されている。千秋はブログでポケビについて言及することもあり、2010年に行われたインタビューでは「復活はウッチャン次第」と語っている。長らく3人とも多忙であるがゆえにそろって仕事することはなかなか叶わなかったが、2016年7月24日放送、フジテレビ『FNS27時間テレビ』内の内村光良（テル）司会のバラエティ「スカッとジャパン」にてようやくウリナリ最終回の有楽町・東京国際フォーラムでのライブ以来、約14年4か月ぶりに3人がテレビ番組での共演を果たす。千秋は自身のインスタグラムで3ショット写真を披露し、往年のファンを感動させた。
2018年8月25日、『24時間テレビ41「愛は地球を救う」』内で『18年ぶり一夜限りの復活』と称して、武道館で「YELLOW YELLOW HAPPY」と「POWER」を披露。事前に正式な出演の告知はされておらずシークレット扱いであった。
千秋は「みんなが揃うの20年ぶりくらいでしたけど、大丈夫でした。相変わらずウドちゃんはポンコツでした」とコメントした。
また『24時間テレビ41「愛は地球を救う」』で電撃復活したことにより、ポケビが2000年に発売した唯一のベスト盤『THANKS』の20周年記念盤として2016年に発売された『THANKS 20th Edition 〜Pocket Biscuits Single Collection+』に注文が殺到。レコード会社の担当者は「24時間テレビ出演直後から約2000枚のCDの注文が来ています」とうれしい悲鳴をあげたという。
2019年4月16日、NHK総合『うたコン「総決算!平成ヒットパレード-第1夜-」』に千秋が出演。平成を代表するヒット曲として「YELLOW YELLOW HAPPY」を歌唱。千秋は「当時、番組の企画のオマケのオマケのバンドだったので、紅白に出られるようになるとは思っていませんでした」など、第49回NHK紅白歌合戦に出場した際の裏話を披露した。
同年9月17日放送の『うたコン』では、千秋とAKB48の柏木由紀とコラボで「POWER」を歌唱した。柏木は千秋に会うことが目標で「POWER」は人生を変えた曲だったという。千秋によるNHKホールでの「POWER」の歌唱は第49回NHK紅白歌合戦以来、約20年9ヶ月ぶり。
2020年12月22日、 千秋がYouTubeチャンネルを開設し「POWER」を20年ぶりにフルサイズで歌唱した動画を掲載。収録・撮影にはパッパラー河合も参加した。
2021年9月3日には、YouTubeの登録者10万人突破記念動画を公開。50万人までの節目の登録者数に達する毎に「ポケビ」当時のアルバム曲・シングル曲を歌った動画公開を行うことを明かした。
更に、ポケビ当時の100万人署名活動に引っかけて「100万人登録者運動」企画を開始すると宣言。内村に対し突撃でインタビューを行った撮影動画にて、100万人達成記念での「1日限定」の再結成を打診（撮影動画内には出川哲朗も出演）。「（権利問題の絡みなどで、できるか否かの）確約はしない」としながらも、再結成に対し了承を得た。また後日にはウドに対しても同様に打診した動画を公開。「是非お願いしますよ」と了承を得た。2024年3月5日、千秋のYouTubeチャンネルに投稿された動画では、内村から登録者100万人でポケビ再結成の確約を得たことを報告。この時点での登録者は約24万人。現在も企画は進行中。
2022年7月12日放送の『うたコン』には千秋とパッパラー河合が出演。「YELLOW YELLOW HAPPY」と、ポケビ以来のパッパラー河合とのタッグで、千秋としても20年ぶりの新曲「GREEN FLASH」を披露した。千秋曰く、当日の放送は内村光良も見ていたという。
2023年12月16日、大晦日に放送される『第74回NHK紅白歌合戦』に「ポケットビスケッツ&ブラックビスケッツ」として出場することが発表された。紅白歌合戦への出場は25年ぶり。同月21日には歌唱曲が「YELLOW YELLOW HAPPY～Timing」と発表された
。
2023年12月31日、第74回NHK紅白歌合戦の『テレビ放送70年 特別企画「テレビが届けた名曲たち」』に出場。テルの「お久しぶりダニ！」のセリフと共にステージにポケビの3人が登場ポケビが「YELLOW YELLOW HAPPY」を披露後、ブラビが「Timing」の前半を披露。南々見（南原）のサックス、テル（内村）のキーボード演奏の後「Timing」の後半はポケビとブラビ6人での歌唱とダンスを披露した。テレビ番組での2組の共演は『ウリナリ!!』の最終回以来、21年ぶり。
2023年12月中旬頃『第74回NHK紅白歌合戦』の出場に伴って、内村から千秋とウドに「年末にポケビで歌の仕事ができるから、よろしくお願いします」という旨の連絡が入る。NHKや紅白という文言が入っていなかったため、千秋は日本テレビの内村が司会の特別番組に出演するものだと思い込んでいた。しかし、ある時、NHKでの打ち合わせがあり千秋は紅白歌合戦への出場を知った。後日、ポケビ3人で顔を合わせた際には「紅白って言ってないじゃん」「年末で伝わると思っていた」などのやりとりがあったという。

## 人気の背景
3曲のミリオンヒットを記録するなど「企画もの」としては異例の人気を博したが、既述の通り、当初はメインであるMckeeの添え物であった。番組ディレクターの塩谷祥隆は、「最初の感触では『売れる』という予感はなくて、あとから人気が追いかけてきたっていう感じだった」と語り、東芝EMIのディレクター・長井信也は「こちらの予想を上回る、大きな成長ぶりを見せてくれた」と述べた。また内村は「POWER」発売前のインタビューにおいて、「普通、企画物は一発で終わるけど、ポケビはもう4年目。こんなに続くなら、念入りなメークにしなかったのにな」とこぼすなど、いずれもポケットビスケッツの活躍は予想外のものだったとしている。
人気の背景について、プロデューサーの土屋敏男は、「ポケビがここまで大きくなったのは、チアキの『ポケビを存続させたい』というダイレクトな気持ちが、視聴者に伝わった結果じゃないでしょうか」と述べている。スポーツニッポンの特集記事では、「形はちょっと変わっていたが、それでも夢をかなえた千秋に感情移入する視聴者の応援に加え、ポケビはいつも解散の危機にさらされながら活動を続けていたことが周囲の共感を呼んだ」としている。塩谷は「解散シリーズなんかでは、番組としては、本当にできなかったら解散になってもいいって心づもりがあって、それに対してチアキががんばる。真剣にグループとしての生命がかかっていたという緊張感が、ただの企画ものグループと違うところですね」と述べている。
またスポーツニッポンでは「価格も当時CDシングルの標準だった1000円の半額の500円に設定したことで、小学生ら子どもたちが買いやすかったのもヒットの要因となった」と分析している。この価格は、「もうけるためでなく、少しでも多くの人に彼らの曲を聴いてもらいたい」という考えから設定されたものであった。
パッパラー河合は、「同時期に猿岩石も売れていて、やっぱり企画ものって言われたけど、企画のない音楽ってあるのかな……という気がしますね。音楽をやらない人を集めてグループを作ると企画ものと言われるけど、音楽が良ければいいんじゃないかと思います」との感想を述べ、長井信也は「ポケビは、3人の個性をビジュアル的、かつヒューマンな形で表現したグループだと思います。チアキの持つひたむきさと、音楽を愛する気持ち。テルさんの、シビアだけど暖かいまなざし。ウドちゃんの人がらの良さ。すべてがポケビの力になっていると思います。テレビから生まれたミュージック・グループとしては、最高のグループだと確信しています」と総評している。

## 衣装
初代（Rapturous Blue）以外の千秋の衣装は、千秋自身がデザインしたオリジナルである。また、初代の衣装は自前で用意したものである。
- 初代 - 1995年、デビュー・シングル「Rapturous Blue」に合わせ全体的に青でまとめられている。千秋はTシャツに黒革のジャケットを羽織り、赤のギンガムチェック柄のミニ丈プリーツスカート。内村は青いカットシャツに上下黒のスーツ、ウドはシルバーのシャツに赤いネクタイを締め、下は黒のスラックス。
- 2代目 - 1996年 - 1997年、「YELLOW YELLOW HAPPY」発売に従い、ポップで人形的な衣装に変更。
- 3代目 - 1997年、「Red Angel」発売に従い、変更。メンバー全員黒いゴシック系の衣装（千秋はミュージック・ビデオの中で赤いバージョンのドレスも着用している）。ウドはこの衣装で出演していた時期に髪を赤く染めている。
- 4代目 - 同年、「GREEN MAN」発売に従い、変更。千秋は薄い緑のドレスにアフロヘアー、内村は白いスーツに緑のネクタイ、メインであるウドは白いライダースーツに緑のシャツで髪を緑に染めている。
- 5代目 - 同年、アルバム『Colorful』発売に従い、アルバム名にちなんで様々な色と模様がちりばめられたカラフルなワンピースやスーツに変更。
- 6代目 - 「My Diamond」の発表に従い、変更。その後、100万人署名運動達成まで着用した。白とピンクを基調とし、全員左腕にピンクの腕章を着けている。なお、この腕章にはそれぞれの個人データ（生年月日、血液型など）が印字されている様子。テルは新曲発売をかけたガソリンすごろくの時のみ新調した白髪の多いカツラを着用したが、勝負に負けたことを理由にこれまでのカツラに戻している。ウドは衣装変更と同時期に銀髪にしたが、途中から金髪に変更して以降はそれで通している。
- 7代目 - 1998年、「POWER」発売に従い、変更。千秋の大きなリボンと、1950年代を彷彿とさせる赤に白い水玉模様をあしらったロリータ風のエプロンドレスが特徴。テルはパッチワーク風のカッターシャツ、ウドはマリン風ボーダーデザインのTシャツを着用。テルとウドはどちらも右胸にポケットが付いている。
- 8代目 - 「Days／My Diamond」発売に従い、変更。千秋はブルーを強調したドレス風の衣装、テル・ウドは黒系の衣装に青い小物を合わせたもの。
- 9代目 - 2002年、ウリナリ最終回「ウリナリ祭り」の日のみ見られた衣装。千秋は「Red Angel」の時のような黒のドレス、テルとウドは「YELLOW YELLOW HAPPY」に近い衣装。
- その他1 - アルバム『Colorful』の曲（メインボーカル以外メンバーはカラフルなワンピースとスーツ）
  - （千秋）「Pink Princess」 - ピンク色のドレスでお姫様のイメージを強調したものである。
  - （千秋）「White Summer Heaven」 - 麦藁帽子にTシャツと半ズボンで夏らしさをイメージしている。
  - （千秋）「Violet Moon」 - 紫色のワンピースを着ている。本人曰く『昭和の女』を意識。
  - （テル）「Orange」 - スーツの下にオレンジ色のワイシャツを着ている。
- その他2 - 第49回NHK紅白歌合戦の時。3人とも7代目をベースにした衣装だが服の生地が異なっている。また、ブラビと交代したあと千秋とウドは赤と白を基調とした衣装に、内村はテルからホワイティに早着替えしている。
- その他3 - 24時間テレビ41「18年ぶり一夜限りの復活」時。千秋は黄色のチャリTシャツに黄色のスカートとカンカン帽。テルとウドは黒系の衣装に黄色い小物や黄色いラインが入った衣装。
- その他4 - 第74回NHK紅白歌合戦出場時。「YELLOW YELLOW HAPPY」披露時は3人とも100万人署名運動での署名人数である「1784892」を金字であしらった、白ベースに金色の衣装。ブラビと「Timing」の後半を披露している最中に、ステージ上で黄色ベースに金色の衣装に早着替えした。

## ディスコグラフィー

### シングル
| 通算 | 発売日        | タイトル            | 最高位 |
| ---- | ------------- | ------------------- | ------ |
| 1st  | 1996年4月17日 | Rapturous Blue      | 20位   |
| 2nd  | 1996年9月4日  | YELLOW YELLOW HAPPY | 4位    |
| 3rd  | 1997年1月22日 | Red Angel           | 2位    |
| 4th  | 1997年6月18日 | GREEN MAN           | 3位    |
| 5th  | 1998年7月22日 | POWER               | 1位    |
| 6th  | 1999年7月23日 | Days/My Diamond     | 4位    |

### Yuming+Pocket Biscuits
1. 「Millennium」（発売日：2000年1月21日）Yuming+Pocket Biscuitsとして
オリコン最高位7位。
作詞・作曲：松任谷由実・プロデュース：松任谷正隆。ポケビ初の12cmシングルにして事実上最後のシングル。楽曲は松任谷由実、ポケビ双方のアルバムに収録されたことがなく、シングル自体も廃盤になっているため入手困難になっている。

### その他
1. 「ポケビのうた」（2000年3月12日）テル・ウドが千秋のために作詞し歌ったポケビ最後の曲。作曲:松任谷正隆。アルバム『THANKS』と『THANKS 20th Edition 〜Pocket Biscuits Single Collection+』に収録。

### メンバーのソロシングル
1. 「青の住人」（発売日：1999年2月24日） - TERU
オリコン最高位14位、CD出荷枚数25万枚。
テル作詞作曲の全編ピアノ弾き語り曲。テル（＝内村）のソロ。
ピアノの高速なトリル・フレーズが特徴で、CD収録時はアレンジャー福田裕彦が演奏をしていたが、テルはその後猛練習を積みFM横浜にて生演奏を披露。名誉挽回を果たす。
2. 「マーガレット」（発売日：1999年2月24日） - Chiaki & Fruits Flowers
オリコン最高位11位、CD出荷枚数33万枚。
百秋（もあき）・千秋（ちあき）・万秋（まあき）のユニット「千秋&フルーツフラワーズ」が歌う（一人三役・千秋のソロ）。
歌詞がCD版とは多少異なるがオロナミンCのCMソングのタイアップがつき、約半年間放送されていた。千秋は大の阪神タイガースファンなのだが、当時のオロナミンCのCMは読売ジャイアンツの選手（斎藤雅樹など）が出演していた。
2曲目の「Strawberry」は20周年記念盤に収録されている。
3. 「まごころ」（発売日：1999年2月24日） - UDO
オリコン最高位16位、CD出荷枚数15万枚
ウドのクラシック・ギターのインストゥメンタル曲でウドのソロ。後にプロモーションでのインストアライブの際、当時人気だったSomething ELseと共演する。そして度重なる演奏ミスと番組に出た女性に恋したウドにあきれた内村が、「まごころ〜その後〜」（CD未収録）と称して歌詞を作詞した。

### CDアルバム
- 『Colorful』（発売日：1997年7月16日）9曲収録
CD出荷枚数93万枚。

| # | 曲名                                                | 作詞                      | 作曲                | 編曲           | 曲長 |
| - | --------------------------------------------------- | ------------------------- | ------------------- | -------------- | ---- |
| 1 | Pink Princess                                       | CHIAKI&ポケットビスケッツ | パッパラー河合      | パッパラー河合 | 5:22 |
| 2 | YELLOW YELLOW HAPPY (Album Version)                 | CHIAKI&ポケットビスケッツ | パッパラー河合      | パッパラー河合 | 5:13 |
| 3 | White Summer Heaven                                 | CHIAKI                    | パッパラー河合      | パッパラー河合 | 5:06 |
| 4 | Violet Moon                                         | CHIAKI&ポケットビスケッツ | パッパラー河合      | パッパラー河合 | 4:38 |
| 5 | Rapturous Blue（1997 Album Version）                | CHIAKI&ポケットビスケッツ | パッパラー河合      | パッパラー河合 | 5:07 |
| 6 | Red Angel                                           | CHIAKI&ポケットビスケッツ | パッパラー河合      | パッパラー河合 | 4:21 |
| 7 | Orange                                              | TERU                      | TERU                | パッパラー河合 | 4:23 |
| 8 | GREEN MAN                                           | UDO&ポケットビスケッツ    | TERU&パッパラー河合 | パッパラー河合 | 4:46 |
| 9 | Rapturous Blue (New Sound English Memorial Version) | CHIAKI&ポケットビスケッツ | パッパラー河合      | パッパラー河合 | 5:23 |

- 『Sing a Pocket Biscuits』（発売日：1997年9月10日）9曲収録
『Colorful』のカラオケバージョンを収録したアルバム。収録曲は同じ。
- 『THANKS』（発売日：2000年3月24日）13曲収録
ベストアルバム。CD出荷枚数33万枚。

| #  | 曲名                      | 作詞                      | 作曲                | 編曲               |
| -- | ------------------------- | ------------------------- | ------------------- | ------------------ |
| 1  | Overture-Millennium-      | (Instrumental)            | 松任谷由実          | 和田薫             |
| 2  | Rapturous Blue            | CHIAKI&ポケットビスケッツ | パッパラー河合      | パッパラー河合     |
| 3  | YELLOW YELLOW HAPPY       | CHIAKI&ポケットビスケッツ | パッパラー河合      | パッパラー河合     |
| 4  | Red Angel                 | CHIAKI&ポケットビスケッツ | パッパラー河合      | パッパラー河合     |
| 5  | GREEN MAN                 | UDO&ポケットビスケッツ    | TERU&パッパラー河合 | パッパラー河合     |
| 6  | POWER                     | CHIAKI&ポケットビスケッツ | パッパラー河合      | パッパラー河合     |
| 7  | Interlude -青の住人-      | TERU                      | TERU                | 鍵山稔             |
| 8  | 青の住人                  | TERU                      | TERU                | パッパラー河合     |
| 9  | マーガレット              | CHIAKI                    | 大野宏明            | ウエストサイダーズ |
| 10 | まごころ -THANKS Version- | (Instrumental)            | 和田薫              | 和田薫             |
| 11 | My Diamond                | CHIAKI&ポケットビスケッツ | パッパラー河合      | パッパラー河合     |
| 12 | Days                      | CHIAKI&ポケットビスケッツ | パッパラー河合      | パッパラー河合     |
| 13 | ポケビのうた              | TERU&UDO                  | 松任谷正隆          | 松任谷正隆         |

- 『スーパー・ベスト』（発売日：2012年9月5日）12曲収録
TSUTAYAが限定販売している廉価ベスト『The Best Value』シリーズの一枚。
- 『THANKS 20th Edition 〜Pocket Biscuits Single Collection+』（発売日：2016年11月23日）15曲収録
CDデビュー20周年を記念するベストアルバム。

| #  | 曲名                                                | 作詞                      | 作曲                | 編曲               |
| -- | --------------------------------------------------- | ------------------------- | ------------------- | ------------------ |
| 1  | Rapturous Blue                                      | CHIAKI&ポケットビスケッツ | パッパラー河合      | パッパラー河合     |
| 2  | YELLOW YELLOW HAPPY                                 | CHIAKI&ポケットビスケッツ | パッパラー河合      | パッパラー河合     |
| 3  | Red Angel                                           | CHIAKI&ポケットビスケッツ | パッパラー河合      | パッパラー河合     |
| 4  | GREEN MAN                                           | UDO&ポケットビスケッツ    | TERU&パッパラー河合 | パッパラー河合     |
| 5  | POWER                                               | CHIAKI&ポケットビスケッツ | パッパラー河合      | パッパラー河合     |
| 6  | 青の住人                                            | TERU                      | TERU                | パッパラー河合     |
| 7  | マーガレット                                        | CHIAKI                    | 大野宏明            | ウエストサイダーズ |
| 8  | Strawberry                                          | CHIAKI                    | 田辺恵司            | 田辺恵司           |
| 9  | まごころ                                            | (Instrumental)            | 和田薫              | 旭純               |
| 10 | まごころ （Classical Version）                      | (Instrumental)            | 和田薫              | 旭純               |
| 11 | Days                                                | CHIAKI&ポケットビスケッツ | パッパラー河合      | パッパラー河合     |
| 12 | My Diamond                                          | CHIAKI&ポケットビスケッツ | パッパラー河合      | パッパラー河合     |
| 13 | ポケビのうた                                        | TERU&UDO                  | 松任谷正隆          | 松任谷正隆         |
| 14 | Rapturous Blue (New Sound English Memorial Version) | CHIAKI&ポケットビスケッツ | パッパラー河合      | パッパラー河合     |
| 15 | YELLOW YELLOW HAPPY (Album Version)                 | CHIAKI&ポケットビスケッツ | パッパラー河合      | パッパラー河合     |

### ビデオ
1. 『ポケットビスケッツ出世物語Part.1』（発売日：1997年7月30日）
2. 『ポケットビスケッツ出世物語Part.2』（発売日：1997年7月30日）
3. 『100万人署名御礼日本縦断ツアー全記録』（発売日：1998年11月18日）
4. 『ポケットビスケッツ フォーエヴァー 伝説のLIVE IN日本武道館 2000・3・12 〜全てはHappyのために〜』（発売日：2000年6月28日）
5. 『運命のファイナルステージ ウリナリ祭り完全版』（発売日：2002年5月22日）販売元：バップ
2002年3月11日、東京国際フォーラムにて行われた復活ライブの模様を収録。DVDも同時発売。

以上全て東芝EMIより発売

### Book
1. 『ポケットビスケッツ公式ガイドブック 日テレムック』（発売日：1997年10月）日本テレビ放送網 出版

## 余談・その他
- 第4弾シングル『GREEN MAN』発売時に、歌唱を務めたウドの愛車（車種はキャディラックで元々はピンク色）が勝手にグリーン（緑色）に塗装されてしまう。ウドは驚き苦悶していた。
- 千秋・ウドのソロ活動及び「Millennium」「ポケビのうた」を除く全ての曲に作・編曲でパッパラー河合が関わっている。
- ファイナルライブ終了後、3人は今の心境を『真っ白』『明るい感じ』そして『幸せな感じ』と笑顔で答えた。
更にその後明かされたが、千秋から「あれは復活ではない」と言われたらしい。
- 当時の「たまごっち」ブームに便乗し、『ポケットビスケッた』と言う商品名の携帯育成ゲームを製作。ホワイトとピンクの2種類が存在した。
1997年6月にはマークスから販売され、また視聴者プレゼントにもなった。
A、B、Dボタンを同時に押しながら本体裏のリセットボタンを（ピンなどの鋭利なもので）押すと、「ブラビモード」で再起動する。オープニングの人物紹介のテキストがブラビに置き換えられているが、グラフィックは画面の白黒が反転しただけで通常と変化はない。
- 1997年4月7日、他局であるフジテレビの「HEY!HEY!HEY! MUSIC CHAMP」のスペシャル番組「HEY!HEY!HEY! MUSIC AWARDS」に出演[注 7]。歌唱前にはダウンタウンとの絡みもあり、「Red angel」「YELLOW YELLOW HAPPY」「Rapturous Blue」をメドレー形式で披露した[注 8][注 9]。
ちなみに翌年4月6日、同番組にはブラックビスケッツが出演。My Diamondの発売をかけた勝負で敗北した後であり、熱海に慰安旅行中のポケットビスケッツがウリナリ内で同番組を視聴する描写があった。その後100万人署名運動に繋がる。
- キャイ〜ンが1999年3月末にZepp Tokyoで行った『キャイ〜ンライブ フルアエロバージョン』の冒頭で、『ウド ギター ソロリサイタル』として「まごころ」を演奏した。

なお「演奏を間違えた場合、その時点で即ライブ終了」という、ポケットビスケッツと同じ様な課題が課せられたが、間違えて即ライブ終了になってしまい、『キャイ〜ンライブ フルエアロバージョン』がスタートされた。
- 1998年、紅白歌合戦に初出場した際にポケットビスケッツらの曲紹介を安室奈美恵、和田アキ子、久保純子の3人が行った（安室は1年間の産休の後、復帰がこの紅白だった）。2017年、安室の引退前最後の出場となった紅白歌合戦で曲紹介をしたのは、その年の総合司会である内村光良（テル）だった。これらのことに安室は「縁を感じた」といい、その後、内村が司会を務める日本テレビ「世界の果てまでイッテQ!」への出演に繋がったという[55]。また、2022年9月には千秋が自身のYouTubeチャンネルにて安室の「CAN YOU CELEBRATE?」[56]をカバーした動画を公開している。

千秋がポケットビスケッツ卒業時に言った、合言葉
- 「全てはHappyのために」（YELLOW YELLOW HAPPYの一節より）

## NHK紅白歌合戦出場歴
| 年度   | 放送回 | 回 | 曲目                          | 出演順   | 対戦相手         | 備考 | 歌手別視聴率 |
| ------ | ------ | -- | ----------------------------- | -------- | ---------------- | --- | ------------ |
| 1998年 | 第49回 | 初 | POWER & Timing 大晦日MIX      | 11/25    | L'Arc〜en〜Ciel  | 後半トップバッター ポケットビスケッツ&ブラックビスケッツ スペシャルバンドとして合同で紅組から出場                 | 58.5%        |
| 2023年 | 第74回 | 2  | YELLOW YELLOW HAPPY 〜 Timing | 特別企画 | （対戦相手なし） | 後半～テレビ放送70年 特別企画「テレビが届けた名曲たち」～に ポケットビスケッツ&ブラックビスケッツとして合同で出場 | 34.3%（2位） |

注意点
- 出演順は「出演順/出場者数」で表す。